# Cephalocoema chapadensis
Cephalocoema chapadensis is een rechtvleugelig insect uit de familie Proscopiidae. De wetenschappelijke naam van deze soort is voor het eerst geldig gepubliceerd in 1904 door Rehn.